# Ringwall Abtenberg

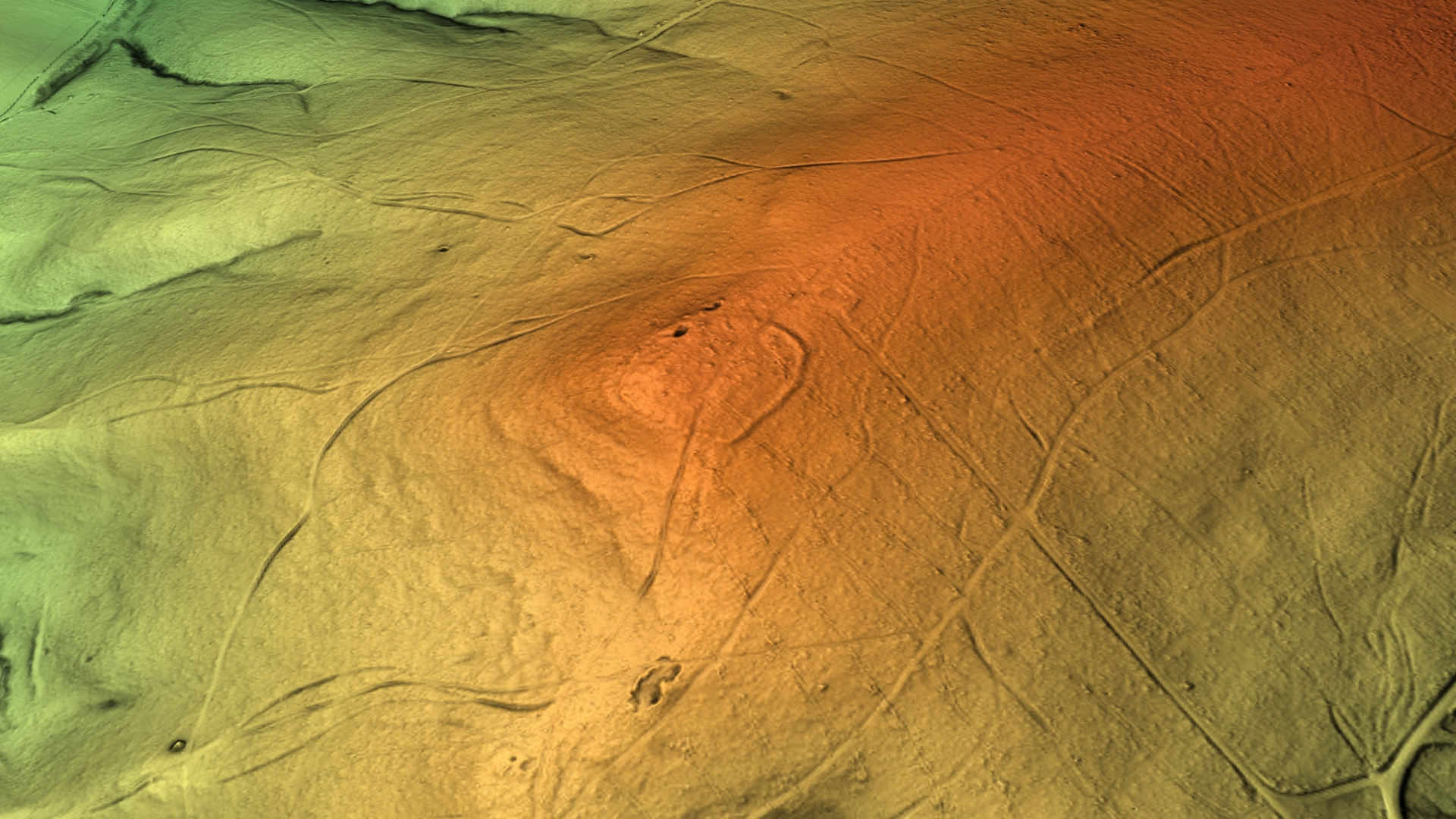
3D-Ansicht des digitalen Geländemodells

Der kleine frühmittelalterliche Ringwall Abtenberg liegt auf einer Spornkuppe des Abtenberges im gemeindefreien Gebiet Breitengüßbacher Forst zwischen den Tälern der Itz und des Mains. Er befindet sich 1350 Meter östlich der Kuratiekirche Mariae Himmelfahrt von Medlitz im oberfränkischen Landkreis Lichtenfels in Bayern, Deutschland.

## Zeitstellung und Zweckbestimmung
Die Anlage des kleinen Refugiums könnte auf eine Entstehung in karolingisch-ottonischer Zeit hindeuten. Allerdings reicht die Geschichte solcher Wehranlagen oder befestigter Siedlungsplätze meist bis in vorgeschichtliche Epochen zurück. Da bislang keine archäologischen Artefakte im Bereich des Ringwalles geborgen werden konnten, muss eine frühmittelalterliche Datierung vorläufig noch spekulativ bleiben.
Denkbar wäre etwa eine Funktion als dörfliche Schutzburg gegen die Einfälle der Magyaren (erste Hälfte 10. Jahrhundert). Möglicherweise verweist das Bodendenkmal auf einen regionalen Konflikt zwischen den dort ansässigen westslawischen Main-Rednitz-Wenden und germanischen Siedlern. Auch eine Auseinandersetzung zwischen der altthüringischen Bevölkerung und den von Westen im Maintal vordringenden Franken wäre in Betracht zu ziehen.
Bei einem Wallschnitt durch Konrad Radunz im Jahr 1959 wurden Reste einer Trockenmauer festgestellt. Weitere Funde von der Anlage sind nicht bekannt. Die Befestigung wird aufgrund ihrer Konstruktionsmerkmale wie des Trockenmauerwerks und des dem Wall vorgelegten Grabens in das karolingisch-ottonische Zeitalter datiert. Die Ringwallanlage liegt an einer Altstraße, der Hohen Straße von Bamberg nach Thüringen, einer wichtigen mittelalterlichen Verkehrsverbindung.
Der Ringwall ist als Bodendenkmal D-4-5931-0030 „Frühmittelalterlicher Ringwall“ vom Bayerischen Landesamt für Denkmalpflege erfasst.

## Beschreibung
Der Ringwall befindet sich auf einer nach Südwesten gerichteten Spornkuppe des Abtenberges in 360,8 m ü. NN Höhe und damit rund 110 Höhenmeter über dem Talgrund des Mains. Bis auf die zur Bergkuppe in 366,6 m ü. NN leicht ansteigende Seite im Nordosten fallen die restlichen Seiten steil zu Tal ab und waren so von Natur aus gut geschützt. Der sich der Spornkuppe anpassende Ringwall ist etwa von rechteckig-ovaler Form und umfasste eine Fläche von 110 mal 87 Metern. Der Wall ist relativ schlecht erhalten und stark verschliffen, er erreicht nur noch eine Höhe von rund einem Meter bei einer Breite von vier Metern. Von der Innenseite der Anlage erreicht der Wall nur noch eine Höhe von 0,3 Metern, im Westen ist er nur noch als Geländekante erhalten, an der Nordwestseite setzt er stellenweise ganz aus. An der Angriffsseite im Nordosten, wo der sich anschließende Bergrücken leicht eingeschnürt ist und wenige Meter absinkt und danach wieder zum Gipfelpunkt des Abtenberges ansteigt, war dem Wall zusätzlich ein seichter, ungefähr zwei bis drei Meter breiter Graben vorgelagert, der mit dem Wallabschnitt an der Nordostecke durch eine Sandgrube zerstört wurde.